# Njirong
 Njirong  (ou Rong) est un village du Cameroun situé dans la commune de Ndu. Il est rattaché au département du Donga-Mantung, dans la région du Nord-Ouest.

## Géographie
Njirong est situé au sud-est de la commune, éloigné de 5 à 6 km des plus proches villages de Ntumbaw au nord et Mbawrong et Mbaw Plain au sud. Le village de Gindidussi se situe à environ 4 km au nord-est de Njirong.
Njirong est situé à 35 km au sud-est de la ville de Ndu, le long de la route transafricaine.
Le village est divisé en deux parties : le Rong supérieur (où se trouve le Palais Fon) et le Rong inférieur connu sous le nom de Mbawrong. La partie supérieure du village est située à une altitude d'environ 1 900 à 2 700 m ; le Bas Rong ou Mbawrong est situé dans la plaine de Mbaw à une altitude d'environ 850 à 900 m.

## Climat
Le climat, de type soudano-guinéen, est marqué par deux saisons et une pluviométrie unimodale. Durant la saison sèche, de novembre à mi-mars, les précipitations sont moindres, en particulier pendant les mois de janvier et février où les précipitations atteignent des valeurs proches de zéro. Pendant la saison des pluies, les précipitations dépassent parfois 400 mm par mois, en particulier en juillet, août et septembre. Chaque année, les précipitations vont de 1 300 à 3 000 mm, avec une moyenne de 2 000 mm.
Le village de Njirong, de par la différence d’altitude entre sa partie supérieure et inférieure, est sujet à des températures différentes. Dans la partie supérieure du village, les températures varient entre 20 et 23 °C avec des précipitations d'environ 3 000 mm. Dans le Bas Rong ou Mbawrong, les températures varient de 25 et 29 °C, avec des précipitations d'environ 2 000 mm. Ces variations permettent au village de diversifier ses activités économiques, de l'agriculture à la pêche, en passant par la foresterie et le tourisme.

## Population
Le Bureau central des recensements et des études de population (BCREP) a réalisé un recensement en 2005, le Répertoire actualisé des villages du Cameroun ; le recensement évaluait à 2 737 le nombre d'habitants; ce chiffre inclus 1 276 hommes et 1 461 femmes.
Le village de Njirong fait partie, avec les villages de Ntumbaw, et Sop, de la chefferie Warr. Les gens de Warr (les Wiwarrs) se sont installés à Mbirbo, dans le village de Mbot (Nkambe Central) après être arrivés de Kimi. Pendant leur séjour à Mbirbo, ils ont vécu harmonieusement en famille jusqu'à ce que leur premier chef décède. En désaccord sur sa succession, les conflits qui s'ensuivirent entraînèrent des mouvements dans divers directions. Des groupes se sont installés dans la région du Ndu (Ntumbaw, Sop et Njirong) ; depuis leurs arrivées à ces endroits, seuls les habitants de Sop ont déménagé vers Bamoum dans la région de l'ouest avant de revenir au XIXe siècle à Sop.

## Économie

### Agriculture
Plus de 90 % des villageois de la commune de Ndu vivent de l’agriculture. La diversité des sols de la région permet de cultiver une grande variété de produits. Ainsi on peut trouver de la culture d’huile de palme et de riz en basse altitude et des plantations de pomme de terre irlandaise en haute altitude. Les autres cultures fréquentes incluent le thé, l’huile de palme, les plantations de café, de riz, de maïs, de haricots, de pommes de terre, d'ignames ainsi que de bananes plantains. Divers systèmes de production agricole sont employés, parmi lesquels la jachère, la culture mixte, la monoculture, la culture continue et l'agriculture commerciale.
À Njirong, comme dans les autres villages de la commune, l’agriculture reste une activité économique importante. Il y a plusieurs types d’agriculture pratiqués :

#### Agriculture de subsistance
Dans la partie supérieure du village (le Haut Rong), les villageois cultivent du maïs, des haricots et des ignames. Les légumes et fruits comme les myrtilles sont cultivés pour la consommation domestique. De grandes quantités de cultures vivrières sont vendues sur les marchés de Ntumbaw et de Ndu. Les bananes, les bananes plantains, les tomates et la canne à sucre sont cultivés comme moyen de subsistance. Les sols fertiles de Nyanki et de Shuashua contribuent beaucoup à faire de Njirong une des sources des produits agricoles de la commune de Ndu.
Dans la partie inférieure du village (Mbawrong), l'agriculture est pratiquée à des fins commerciales. En plus des cultures présentes dans le haut Rong, on y cultive des arachides, egussis, okra, soja, haricots, ignames, du poivre, du manioc et des patates douces. Les marchands viennent aux portes des fermiers pour acheter les produits.

#### Cultures d'arbres
Grâce à son sol alluvial fertile, on cultive à Njirong des arbres en grandes quantités. Oranges, gousses, goyaves, poires, mangues, raisins, citrons sont cultivés en grand nombre et vendus directement aux portes des fermiers par les acheteurs venant de Kumba, Foumban, Ndu et même du Nigeria.

#### Agriculture commerciale
Palmiers et riz sont cultivés pour la vente. Une grande partie de l’huile de palme de la région est vendue au Cameroun et au Nigeria. Une coopérative aide les fermiers à commercialiser le riz qui est vendu au Nigeria, à la région occidentale du Cameroun ainsi qu'aux acheteurs de la région de Ndop.
Le gouvernement camerounais a permis d’améliorer les méthodes de culture du riz dans le village.
La production de cacao est présente à petite échelle et est actuellement en cours de développement dans le village. Ce produit est vendu principalement aux acheteurs qui viennent de Bafoussam, au prix donné.

#### Agriculture pastorale
L’élevage est une activité structurante de la commune. Les bovins, chevaux, chèvres, moutons et volailles y sont nombreux.
Dans le village de Njirong, le bétail est particulièrement présent et l’élevage développé. Pendant la saison sèche, le bétail transhume vers la partie inférieure du village et ne revient dans la partie supérieure que pendant la saison des pluies.

#### Pêche
Ce secteur occupe une place importante dans l'économie du village et celle de la commune. Les villageois de Njirong pêchent des centaines de tonnes de poisson par an, principalement dans les grands cours d'eau du Nkuh, Ngensi, Nfi, Miwie et Nkoh. Le village bénéficie d'une grande variété de poissons (poissons d’eau vaseuse, écrevisses, tilapias) grâce au barrage de Bamenjim. Le poisson est consommé localement et exporté vers le Nigeria ainsi que d'autres régions du Cameroun.

#### Végétation et exploitation forestière
Une vaste forêt naturelle s'est développée dans la zone Nyanki située au milieu de la partie supérieure et inférieure du village. La forêt est estimée sur plusieurs milliers de kilomètres carrés.
L'Eucalyptus est cultivé dans la partie supérieure du village.

## Système éducatif
Le village comprend 3 écoles primaires, la GS Shokop, la GS Rong et la GS Mbawrong.

## Accès à l’électricité
[En 2011] le village n'a pas accès à l’électricité.

## Réseau routier
Une route rurale relie Ntumbaw, Njirong, Ngarbar et Ntaba.
Njirong est également accessible depuis les régions de l'Adamaoua et de l'ouest par la route transafricaine de Foumban-Magbwa-Mbankim.

## Santé et hôpitaux
Le centre de soin de Mbawrong a été réhabilité en 2016.

## Tourisme
Il y a une grotte à Njirong. On a retrouvé dans les grottes de la région la présence de suie et de pots cassés. Ces trouvailles permettent de considérer ces grottes comme ayant servi de refuges aux populations locales dans un temps ancien.